# Área de conservación regional Tres Cañones
El Área de conservación regional Tres Cañones es un área protegida en el Perú. Se encuentra en los distritos de Suykutambo y Coporaque, perteneciente a la provincia de Espinar, región Cuzco y tiene una extensión de 39 485 hectáreas.
El proceso de reconocimiento del área de conservación se inició en el año 2015 con la publicación del informe previo de la propuesta de la ACR Tres Cañones. El 24 de agosto de 2017 fue creado mediante el D.S. N. º 006-2017-MINAM como área de conservación regional.

## Ubicación
Tres Cañones o Cañón de Suykutambo es un cañón ubicado en los distritos de Suykutambo y Coporaque en la provincia de Espinar, departamento del Cuzco, Perú. Se encuentra a unos 241 kilómetros de la ciudad del Cusco a 3.000 metros sobre el nivel del mar.

## Descripción
Destaca las formaciones rocosas de 80 metros de altura. La formación de origen volcánico fue formada en la era cuaternaria debido a los movimientos tectónicos y erosivos. En él recorren los río Callumani, Cerritambo y Apurímac.
El lugar es ideal para la práctica de deportes de aventura.
Alrededor existen sitios arqueológicos como Maukallacta y Taqrachullo, el primero cuenta con 44 recintos de formas circulares y semicirculares. Es hábitat de la puya Raimondi, taruca y vicuña.

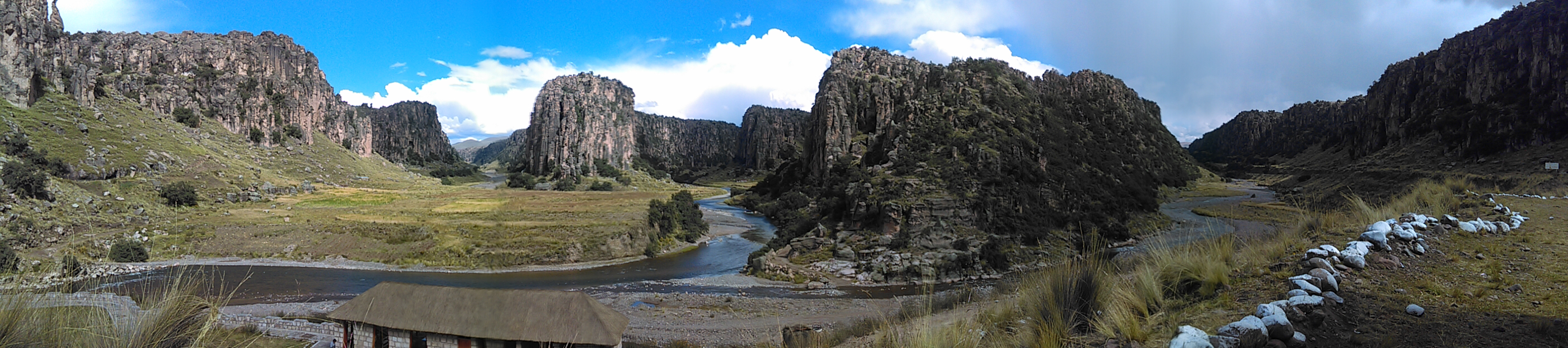
Vista de Tres Cañones.